# Insula Orchila
Insula La Orchila este o insulă și bază militară în apropierea coastelor Venezuelei, la nord de Caracas. Are numeroase plaje, incluzând una cu plaja roșie (Arena Rosada).
Insula are aproximativ 40 km² (4.000 ha) și se află la circa 160 km de capitala venezuelană Caracas.
Pe insulă se află baza militară navală Antonio Diaz